# Radoslav Razlag
Radoslav Razlag - Jakob, slovenski pisatelj, pesnik in politik, deželni glavar Kranjske, * 12. januar 1826, Radoslavci, † 5. junij 1880, Brežice.

## Življenje in delo
Rodil se je kot Jakob Razlag očetu kmetu Petru in materi Mariji (rojena Rapl). V Gradcu je študiral filozofijo, bogoslovje in pravo.
V začetku leta 1865 je bil kot prvi Slovenec izvoljen v štajerski deželni zbor. Tu je skupaj z Nemcem Mihaelom Hermannom in kasneje z Josipom Vošnjakom odločno nastopal za narodne pravice štajerskih Slovencev in zagovarjal federalistično ureditev Avstrije. Leta 1867 je bil ponovno izvoljen, a je že naslednje leto odstopil. Leta 1868 se je kot govornik udeležil prvega tabora v Ljutomeru.
Leta 1869 je bil izvoljen za poslanca kmečkih občin v kranjski deželni zbor. Avstrijska vlada, ki jo je tedaj vodil Karel Hohenwart, ga je 11. septembra 1871 imenovala za kranjskega deželnega glavarja. Tako je Štajerec Razlag postal prvi slovenski deželni glavar Kranjske.